# Enggano (lud)
Enggano (E Lopeh) – indonezyjska grupa etniczna zamieszkująca wyspę Enggano u wybrzeży Sumatry. Ich populacja wynosi ponad 5 tys. osób (1977).
Wyznają islam w odmianie sunnickiej oraz katolicyzm, ale zachowują także wierzenia tradycyjne (kult przodków, animizm). Sami określają się jako E Lopeh.
Posługują się własnym językiem enggano, zaliczanym do wielkiej rodziny austronezyjskiej, a także narodowym językiem indonezyjskim. Nie wykazano bliższych związków enggano z innymi przedstawicielami języków malajsko-polinezyjskich; niegdyś postulowano wręcz jego nieaustronezyjski charakter. Cechy kultury sugerują, że dawniej nie dochodziło do wielu interakcji między mieszkańcami Enggano a ludnością Sumatry.
Zajmują się ręcznym rolnictwem tropikalnym (taro, maniok, banany, palma kokosowa, palma sagowa) oraz rybołówstwem. Rozwinęli obróbkę drewna, łyka oraz plecionkarstwo.
Etnonim „Enggano” to nazwa pochodzenia obcego; popularna opinia głosi, że została nadana przez portugalskich podróżników (port. engano – „oszustwo, błąd”), którzy przybyli na wyspę Enggano, błędnie sądząc, że dotarli na Sumatrę.